# Reuss (flod)
 For alternative betydninger, se Reuss. (Se også artikler, som begynder med Reuss)
Reuss er en 164 km lang flod i Schweiz. Den har et afvandingsområde på 3.425 km² og er den fjerdestørste flod i Schweiz, efter Rhinen, Aare og Rhone. Reuss er en biflod til Aare.
Reuss udspringer i Gotthardmassivet, nærmere bestemt ved Skt. Gotthard-passet og ved Furkapasset i en højde af 2.431 m.o.h.. Gotthardreuss og Furkareuss forener sig i Urserental og flyder mod øst. En af kilderne til Furkareuss er Witenwasserenreuss.
Ved Andermatt bøjer floden mod nord og baner sig vej gennem Schöllenenschlucht. Den uvejsomme Schöllenenschlucht med dens stejle, flere hundrede meter høje granitvægge var i middelalderen en hindring for trafikken gennem Gotthardpassene, som kun gennem besværlige byggerier som f.eks. Urnerloch og Teufelsbrücke kunne overvindes.
Ved Göschenen følger Reuss jernbanen og motorvejen fra Skt. Gotthardtunnelerne. Indtil Erstfeld passeres flere slugter og videre gennem Urner Reusstals brede flader, indtil Reuss ved Flüelen munder ud i Vierwaldstättersøen.
I Luzern forlader floden igen søen og flyder som en bredere flod med mange sløjfer og bugter i først østlig, dernæst nordlig, retning gennem Reusstal, forbi gamle byer som Bremgarten og Mellingen, indtil den på vej mod Windisch ved Wasserschloss udmunder i Aare.

## Galleri
- Bygningen af den første Teufelsbrücke over Schöllenenschlucht
- Den første Teufelsbrücke
- Slaget ved Teufelsbrücke mellem russere (venstre) og franskmænd (højre), 25. Sept. 1799, Radering, 1800.
- Den første og anden Teufelsbrücke over Schöllenenschlucht
- Den anden Teufelsbrücke. Den første er kollapset efter en storm i 1898
- Den anden Teufelbrücke med jernbanen i baggrunden, 1934
- Den anden og tredje Teufelsbrücke (bygget 1958), her 2006. Fundamentet af den første bro ses midt i billedet
- Reuss forlader Vierwaldstättersøen ved Luzern
- Wasserschloss, hvor Reuss løber ud i Aare

## Eksterne links
- Aktuel Vandflow, Vandstand, Temperatur:
  - Andermatt (Uri) Arkiveret 17. april 2008 hos  Wayback Machine (1426 m)
  - Seedorf (Uri) Arkiveret 17. april 2008 hos  Wayback Machine (437 m)
  - Lucerne-Geissmattbrücke Arkiveret 17. april 2008 hos  Wayback Machine (431 m)
  - Mühlau (Aargau), Hünenberg (Zug) Arkiveret 17. april 2008 hos  Wayback Machine (389 m)
  - Mellingen (Aargau) Arkiveret 6. august 2008 hos  Wayback Machine (344 m)

46°33′48″N 8°25′55″Ø / 46.563411°N 8.431911°Ø